# Spoorlijn Morges - Bière
De spoorlijn Morges - Bière en de zijlijn Apples - L'Isle-Mont-la-Ville zijn Zwitserse spoorlijnen van de Zwitserse smalspooronderneming Morges–Bière–Cossonay (MBC) tot juli 2013 bekend als Chemin de fer Bière-Apples-Morges (BAM), gelegen in het kanton Vaud.

## Geschiedenis
De opening van een kazerne van het Zwitsers leger in Bière in het jaar 1873 was de belangrijkste reden voor het aanleggen van de spoorlijn langs het Juragebergte. Er was een traject gepland dat van Yverdon-les-Bains over Orbe, L'Isle, Montricher, Bière, Gimel en Genolier naar Nyon zou lopen. Dit project werd vanwege de hoge kosten geannuleerd. Op 29 juli 1893 werd de Chemin de fer Bière–Apples–Morges (BAM) opgericht. De bouw van het traject van Morges via Apples naar Bière begon op 5 augustus 1893.
Het 19,1 kilometer lange hoofdtraject gaat van Morges aan de oever van het meer van Genève naar Apples en Bière aan de voet van het Juragebergte. Een zijlijn van 10,6 kilometer loopt van Apples naar L'Isle. De MBC heeft tevens de bedrijfsvoering van het busbedrijf in de regio Morges en de kabelbaan Cossonay Gare-Ville (CG).
De zijlijn van Apples naar L'Isle (Vaud) werd door de Chemin de fer Apples-L’Isle gebouwd en op 12 september 1896 geopend.
In de jaren zestig werd overwogen het spoorbedrijf op te heffen, maar de aanliggende gemeenten verzetten zich hiertegen. Het bedrijf werd voortgezet en er volgden enige grondige moderniseringen. Op 10 april 1977 werd de spooraansluiting van de kazerne in Bière geopend.
De zijlijn van Apples naar L'Isle (Vaud) werd in 1999 overgenomen door de Transports de la région Morges–Bière–Cossonay (MBC). In juni 2003 werd de Chemin de fer Bière-Apples-Morges hernoemd in Transports de la région Morges–Bière–Cossonay. Het merk BAM werd aanvankelijk gehandhaafd, maar werd in 2013 opgeheven.

## Traject
Na het verlaten van het station Morges loopt het traject ongeveer 500 meter in zuidwestelijke richting parallel aan de SBB Jurafusslinie van Lausanne richting Genève. Na een rechterbocht gaat het traject in noordelijke richting naar Vufflens-le-Château om hierna in zuidwestelijke richting tot Yens te gaan. Na een bocht van 180° loopt het traject weer in noordelijke richting verder met een helling tussen 26‰ en 35‰ naar Apples
Het station van Apples is een vorkstation, met aan beide zijden een perron voor de richting Bière en de richting L'Isle.
Het eindstation Bière is het middelpunt van het bedrijf door de aanwezigheid van het depot en de werkplaats. Bij Bière bevindt zich de spooraansluiting van de kazerne van Bière. Deze aansluiting wordt uitsluitend voor goederenvervoer gebruikt.
De zijlijn van Apples loopt in westelijke richting tot Montricher om daarna in noordoostelijke richting over een vrij vlak gebied in het station van L'Isle te eindigen.

## Goederenvervoer

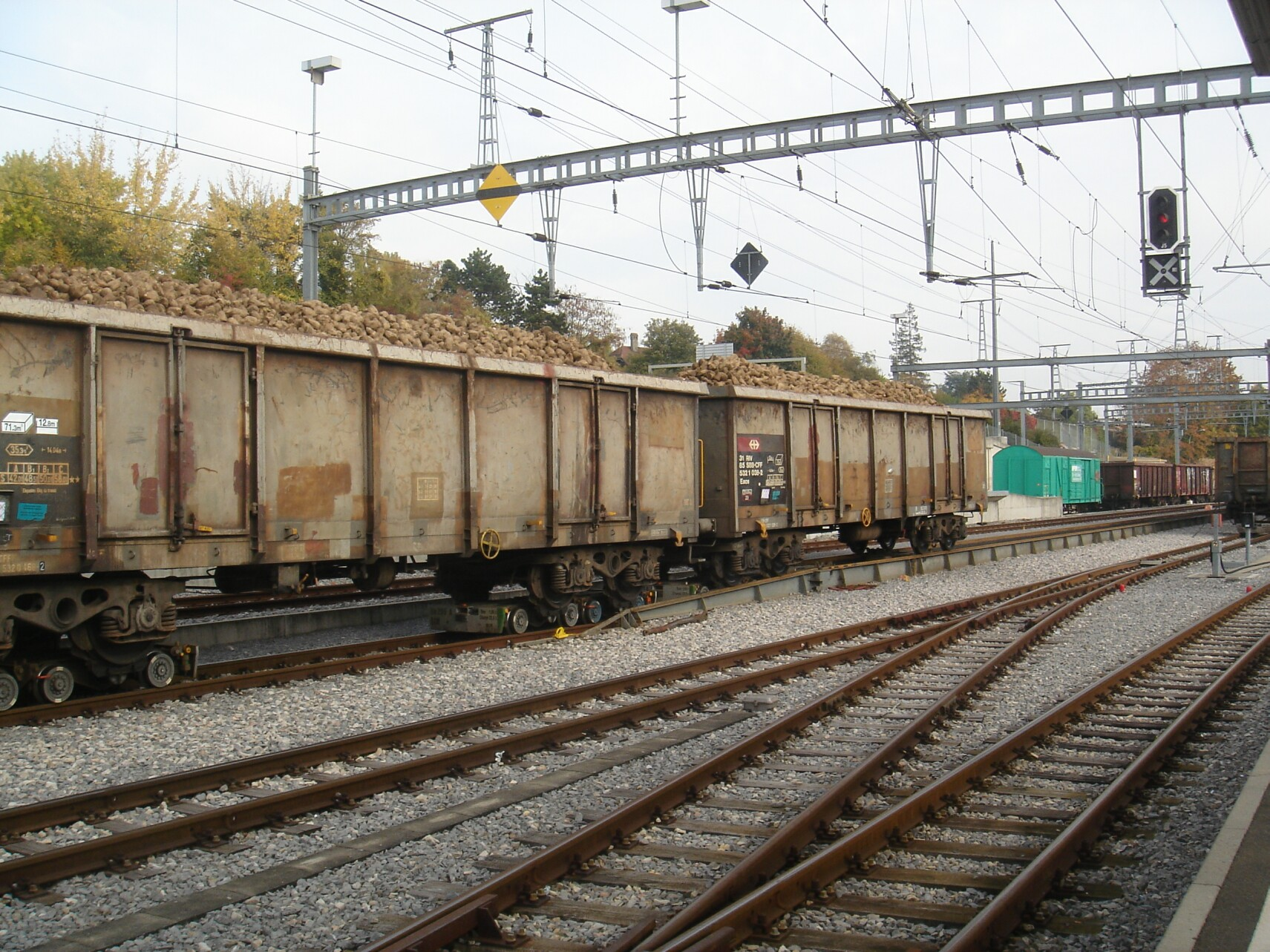
SBB goederenwagens beladen met suikerbieten op rolbokken, 31 oktober 2006 in Morges

Voor het vervoeren van goederen naar de kazerne in Bière wordt gebruikgemaakt van normaalspoor goederenwagens op rolbokken. In de herfst vindt met deze rolbokken vervoer van suikerbieten plaats. Dit gebeurt door middel van grote vierassige goederenwagens waarbij elke as op een rolbok wordt geplaatst. Voor dit vervoer is een locomotief aanwezig.

## Overname
Op 1 juli 1899 werd de Chemin de fer Apples-L’Isle overgenomen door de BAM.

## Elektrische tractie
Reeds in 1904 waren er plannen om de trajecten van de BAM te elektrificeren. Pas tijdens de Tweede Wereldoorlog werden deze plannen door gebrek aan steenkool realistisch. De trajecten werden in twee etappes geëlektrificeerd met 15.000 volt 16 2/3 Hz wisselspanning. Het traject Morges via Apples naar Bière werd op 10 mei 1943 in gebruik genomen; het traject Apples – L'Isle op 13 november van dat jaar.